# Extinction du paupérisme

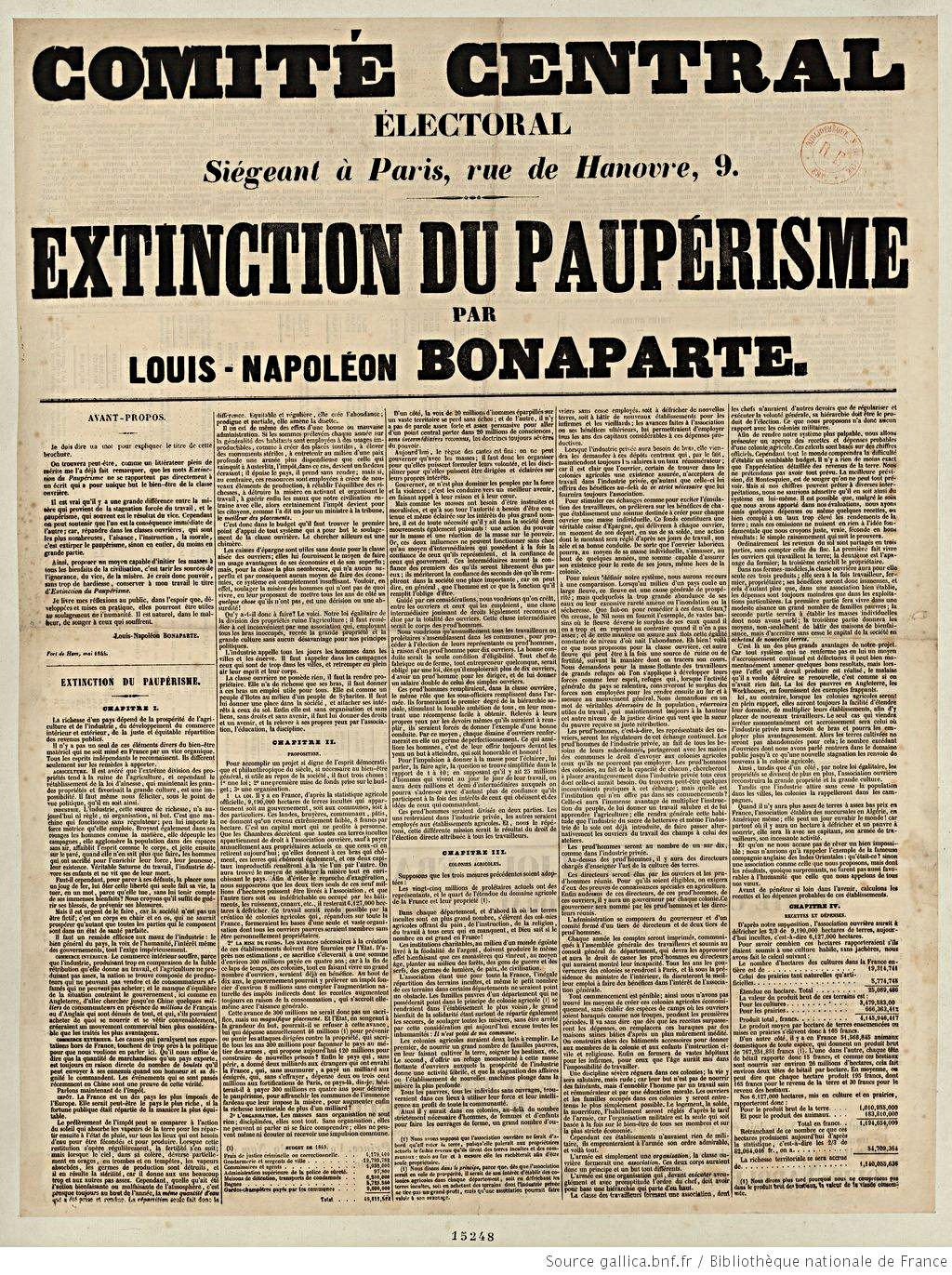
Extinction du paupérisme. Profession de foi de Louis-Napoléon Bonaparte, 1848, recto.

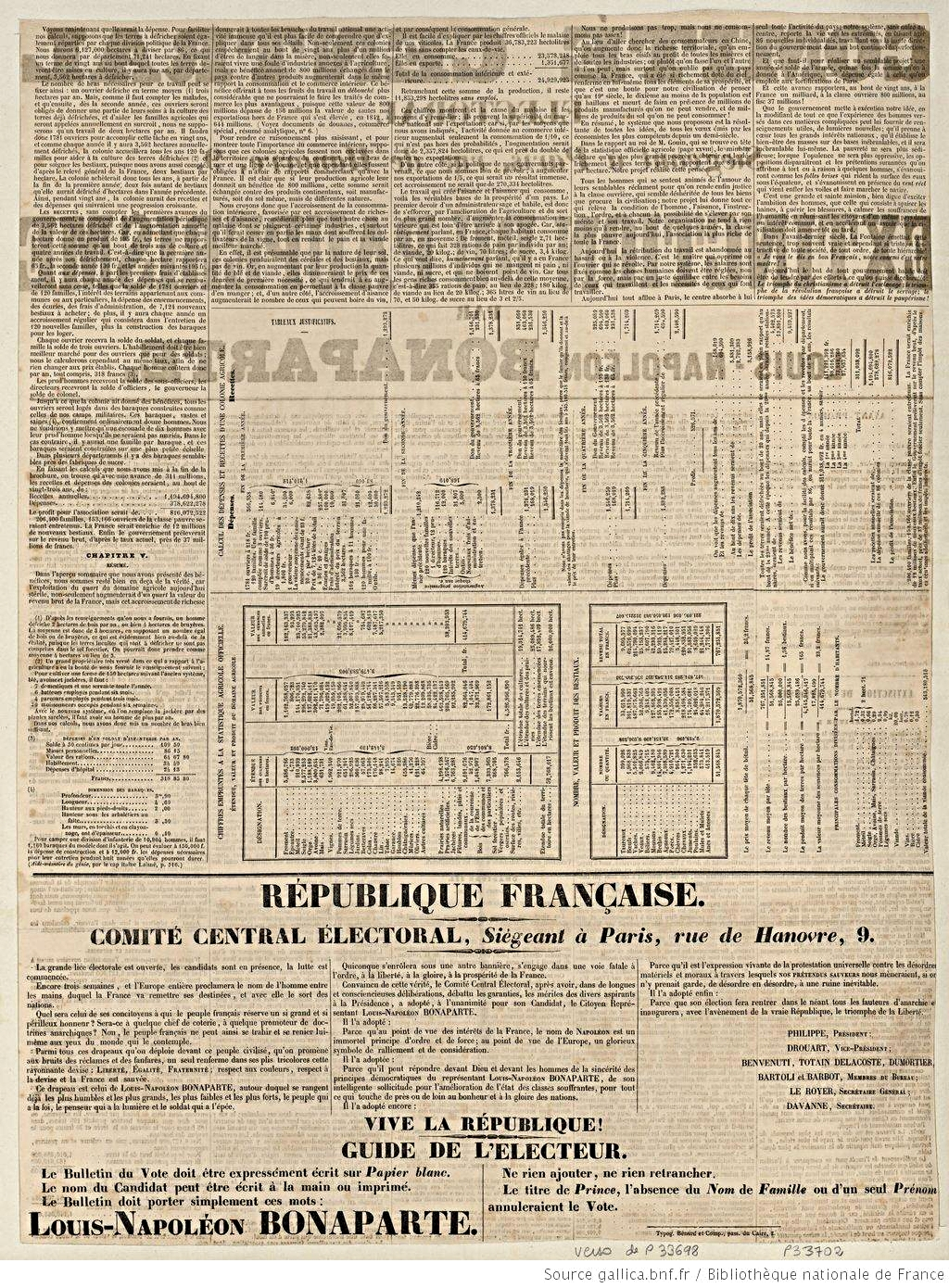
Extinction du Paupérisme. Profession de foi de Louis-Napoléon Bonaparte, 1848, verso.

De l'extinction du paupérisme est un ouvrage de Louis-Napoléon Bonaparte publié en 1844. Il y développe des réflexions sociales, influencé en cela par les idées saint-simoniennes. Ce travail s’ancre dans le contexte de la révolution industrielle, de croissance économique et du développement d’une classe ouvrière ainsi que de nouvelles formes de misère.

## Rédaction
Lors de la rédaction de l'ouvrage, Louis-Napoléon Bonaparte utilise la mythologie qui entoure la mémoire de son oncle, très vivace dans la première moitié du XIXe siècle, « pour élaborer un bonapartisme populaire qui favorise son élection au suffrage universel direct le 10 décembre 1848 », explique l'historienne Natalie Petiteau.

## Développement
Cet ouvrage doit être replacé dans le contexte des années 1840 où, devant le développement du paupérisme c'est-à-dire de la pauvreté endémique de la population des villes industrielles, philanthropes, socialistes ou communistes élaborent des projets de société pour extirper ce phénomène. Cet ouvrage est préparé par Bonaparte, alors qu'il est emprisonné au fort de Ham en Picardie, et il paraît d'abord sous forme d'articles de presse puis d'un ouvrage avec la permission du Gouvernement qui ne voit dans cet écrit rien de subversif.
Bonaparte affirme la nécessité pour lui d'intervenir en faveur de « la classe ouvrière » selon ses propres mots, parce que « la voix de l'humanité commande d'intervenir » mais aussi que la pauvreté est « séditieuse ». Il propose l'acquisition par l'État des millions de terres incultes et leur remise à une association ouvrière nationale qui dirigerait des colonies agricoles composées de chômeurs des villes. Ces colonies offriraient à ces chômeurs du travail, du pain mais aussi de l'instruction et de la religion.
À plusieurs reprises, Louis-Napoléon emploie l'expression de « classe ouvrière » écrivant qu'il faut « la relever à ses propres yeux ». Ainsi, cet ouvrage réclame pour les ouvriers le droit au travail et le droit d'association. L'inspiration saint-simonienne, colorée par certains aspects de christianisme social, est perceptible dans cet écrit qui sera, à partir de 1848, largement diffusé dans les milieux ouvriers, au point de faire apparaître son auteur en 1848 comme un candidat socialiste. Élu en décembre 1848 président de la République, il annonce qu'il fera adopter par l'Assemblée un décret « attribuant à la classe ouvrière toutes les terres incultes de France » après indemnisation des propriétaires, mais les députés refusent ce projet.
L'existence de cet ouvrage permet de mieux comprendre les mesures économiques et sociales que Bonaparte, devenu l'empereur Napoléon III, fera adopter dans les années 1860.

## Critique
Pour la philosophe conservatrice Chantal Delsol, De l'extinction du paupérisme, « qu'on a à tort référencée comme participant du courant catholique social, est en réalité un fatras d'idées despotico-socialistes, bien éloignées de l'idéal d'autonomie personnelle pour tous, et démagogiques à vomir ».